# صامويل إيكيميه
صامويل إيكيميه (بالفرنسية: Samuel Ekeme)‏ (مواليد 12 يوليو 1966) هو لاعب كرة قدم. يلعب مع منتخب الكاميرون لكرة القدم. سبق له أن لعب في كأس العالم لكرة القدم مع منتخب بلاده.

## روابط خارجية
- صامويل إيكيميه على موقع الاتحاد الدولي (مؤرشف)  (الإنجليزية)
- صامويل إيكيميه على موقع الدوري الأمريكي (الإنجليزية)
- صامويل إيكيميه على موقع قاعدة بيانات كرة القدم.إي يو (الإنجليزية)
- صامويل إيكيميه على موقع ناشيونال فوتبول تيمز (الإنجليزية)
- صامويل إيكيميه على موقع عالم كرة القدم.نت (الإنجليزية)